# Лавров, Владимир Сергеевич
Влади́мир Серге́евич Лавро́в (4 октября 1919 — 7 июня 2011) — советский дипломат. Чрезвычайный и полномочный посол.

## Биография
Член ВКП(б). Окончил Московский энергетический институт и Высшую дипломатическую школу МИД СССР. Доктор исторических наук (1975).
- В 1947—1952 годах — сотрудник центрального аппарата МИД СССР.
- В 1952—1953 годах — 1-й секретарь посольства СССР в Великобритании.
- В 1953—1956 годах — помощник заместителя министра иностранных дел СССР.
- В 1956—1959 годах — советник посольства СССР в США.
- В 1959—1960 годах — временный поверенный в делах СССР в Йемене.
- В 1960—1962 годах — заместитель заведующего II Европейским отделом МИД СССР.
- В 1962—1964 годах — заведующий II Европейским отделом МИД СССР.
- С 28 января 1964 по 23 мая 1967 года — чрезвычайный и полномочный посол СССР в Кении[1].
- С 21 июня 1967 по 20 апреля 1973 года — чрезвычайный и полномочный посол СССР в Нидерландах[2].
- В 1973—1977 годах — начальник Управления кадров МИД СССР, член Коллегии МИД СССР.
- С 15 октября 1977 по 22 ноября 1983 года — чрезвычайный и полномочный посол СССР в Швейцарии[3].
- С 22 ноября 1983 по 3 июля 1987 года — чрезвычайный и полномочный посол СССР в Турции[4].

## Награды
- 3 ордена Трудового Красного Знамени (31 декабря 1966, 22 октября 1971, 3 октября 1979)
- Орден Дружбы народов
- Орден «Знак Почёта»
- медали

## Публикации
В. С. Лавров является автором ряда монографий под псевдонимом Л. Владимиров, среди которых: 
- «Маяк дружбы»,
- «Кения: выбор пути»,
- «Рождённая в огне».

Автор воспоминаний «Москва — Анкара» о работе послом в Турции (опубликованы в «Военно-историческом журнале», № 2 за 2002 год).